# Fanabteilung
Als Fanabteilung bezeichnet man Abteilungen von Vereinen, die sich für die Interessen der Fans einsetzen. Sie sind keine Abteilungen im klassischen Sinne, da sie keine sporttreibenden Abteilungen (wie zum Beispiel Handball oder Fußball) sind, vielmehr zeichnen sie sich dadurch aus, dass die  Aktivitäten ihrer Mitglieder primär mit der Unterstützung ihres Vereins zusammenhängen. Siehe auch Fußballfan.
Fanabteilungen gewinnen gerade in Zeiten zunehmender Kommerzialisierung im Fußball immer mehr an Bedeutung.